# The West Wing – Im Zentrum der Macht/Staffel 5
Die fünfte Staffel der Fernsehserie The West Wing – Im Zentrum der Macht wurde erstmals zwischen September 2003 und Mai 2004 ausgestrahlt. In Deutschland und Österreich startete die Erstausstrahlung im März 2010 auf dem Pay-TV-Sender FOX.

## Handlung
Die Staffel beschäftigt sich in den ersten Folgen mit der Suche nach Zoey Bartlet, sodass der Präsident folglich wieder in sein Amt zurückkehren kann. Nach der Ernennung des Vizepräsidenten Bob Russell führt ein Streit zwischen Demokraten und Republikanern zu einem Government Shutdown, der später durch einen klugen Schachzug des Präsidenten aufgelöst wird. Später gelingt es ihm, eine liberale Richterin für den Posten der Chief Justice am Obersten Gerichtshof zu nominieren. Die Staffel endet mit einem Bombenanschlag in Gaza. Daraufhin drängt Präsident Bartlet auf Friedensgespräche mit Israel.

## Besetzung

### Hauptbesetzung
- Stockard Channing als Abigail Bartlet, Ehefrau von Präsident Bartlet (11)
- Dulé Hill als Charlie Young, persönlicher Assistent des Präsidenten (22)
- Allison Janney als C.J. Cregg, die Pressesprecherin des Weißen Hauses (22)
- Joshua Malina als Will Bailey, stellvertretender Kommunikationsdirektor des Weißen Hauses (20)
- Janel Moloney als Donna Moss, Assistentin von Josh Lyman (22)
- Richard Schiff als Toby Ziegler, Kommunikationsdirektor des Weißen Hauses (22)
- John Spencer als Leo McGarry, Stabschef des Weißen Hauses (22)
- Bradley Whitford als Josh Lyman, stellvertretender Stabschef des Weißen Hauses (22)
- Martin Sheen als President Josiah Bartlet, Präsident der Vereinigten Staaten (22)

### Neben- und Gastbesetzung
- Melissa Fitzgerald als Carol Fitzpatrick, Assistentin von C.J. Cregg (18 Episoden)
- NiCole Robinson als Margaret, Assistentin von Leo McGarry (15)
- Lily Tomlin als Debbie Fiderer, Sekretärin von Präsident Bartlet (10)
- Gary Cole als Vice President Bob Russell, Vizepräsident der Vereinigten Staaten (9)
- Jesse Bradford als Ryan Pierce, Praktikant (9)
- Michael Hyatt als Angela Blake, politische Beraterin (6)
- Melissa Marsala als Marina, Assistentin von Toby Ziegler (6)
- William Duffy als Larry, Verbindungsperson zum Kongress (6)
- Peter James Smith als Ed, Verbindungsperson zum Kongress (5)
- Renée Estevez als Nancy, Assistentin (5)
- Steven Culp als Jeff Haffley, republikanischer Sprecher des Repräsentantenhauses (5)
- Steve Ryan als Miles Hutchinson, Verteidigungsminister (5)
- Terry O’Quinn als Nicholas Alexander, Vorsitzender der Joint Chiefs of Staff (5)
- John Amos als Admiral Fitzwallace, Vorsitzender der Joint Chiefs of Staff (4)
- Mary-Louise Parker als Amy Gardner, Stabschefin der First Lady (4)
- Mary McCormack als Kate Harper, stellvertretende Nationale Sicherheitsberaterin (4)
- Elisabeth Moss als Zoey Bartlet, jüngste Tochter von Präsident Bartlet (4)
- Nina Siemaszko als Ellie Bartlet, zweitjüngste Tochter von Präsident Bartlet (4)
- Annabeth Gish Elizabeth Bartlet Westin, älteste Tochter von Präsident Bartlet (3)
- Steven Eckholdt als Doug Westin, Ehefrau von Elizabeth Bartlet (3)
- John Goodman als Glenallen Walken, Präsident der Vereinigten Staaten (3)
- Kathleen York als Andrea Wyatt, demokratische Abgeordnete aus Maryland (3)
- Kim Webster als Ginger, Assistentin im Kommunikationsbüro (2)
- Devika Parikh als Bonnie, Assistentin im Kommunikationsbüro (2)
- Michael O’Neill als Secret Service Agent Ron Butterfield, Leiter des Personenschutzes von Präsident Bartlet (2)
- Milo O’Shea als Roy Ashland, Chief Justice of the United States (2)
- Makram Khoury als Nizar Farad, Vorsitzender der PLO (2)
- Jason Isaacs als Colin Ayres, Fotograf (2)
- Timothy Busfield als Danny Concannon, Reporter von The Washington Post (1)
- Tim Matheson als Vice President John Hoynes, früherer Vizepräsident der Vereinigten Staaten (1)
- Allison Smith als Mallory O’Brien, Tochter von Leo McGarry (1)
- Matthew Perry als Joe Quincy, assistierender Rechtsberater des Weißen Hauses (1)
- Armin Mueller-Stahl als Eli Zahavy, Ministerpräsident von Israel (1)
- James Cromwell als D. Wire Newman, früherer Präsident der Vereinigten Staaten (1)
- Glenn Close als Evelyn Baker Lang, Kandidatin für den Obersten Gerichtshof (1)
- William Fichtner als Christopher Mulready, Kandidat für den Obersten Gerichtshof (1)

## Episoden
| Nr. (ges.) | Nr. (St.) | Deutscher Titel                 | Originaltitel               | Erstausstrahlung USA | Deutschsprachige Erstausstrahlung (D) | Regie               | Drehbuch                                              |
| --- | --------- | ------------------------------- | --------------------------- | -------------------- | ------------------------------------- | ------------------- | ----------------------------------------------------- |
| 89 | 1         | Akte 7A                         | 7A WF 83429                 | 24. Sep. 2003        | 15. März 2010                         | Alex Graves         | John Wells                                            |
| 90 | 2         | Hunde des Krieges               | The Dogs of War             | 1. Okt. 2003         | 15. März 2010                         | Christopher Misiano | John Wells                                            |
| 91 | 3         | Grabenkämpfe                    | Jefferson Lives             | 8. Okt. 2003         | 22. März 2010                         | Alex Graves         | Carol Flint Handlung: Carol Flint, Debora Cahn        |
| 92 | 4         | Der Pianist                     | Han                         | 22. Okt. 2003        | 22. März 2010                         | Christopher Misiano | Peter Noah H: Peter Noah, Mark Goffman, Paula Yoo     |
| 93 | 5         | Loyalität                       | Constituency of One         | 29. Okt. 2003        | 29. März 2010                         | Laura Innes         | Eli Attie H: Eli Attie, Michael Oates Palmer          |
| 94 | 6         | Katastrophenhilfe               | Disaster Relief             | 5. Nov. 2003         | 29. März 2010                         | Lesli Linka Glatter | Alexa Junge H: Alexa Junge, Lauren Schmidt            |
| 95 | 7         | Gewaltenteilung                 | Separation of Powers        | 12. Nov. 2003        | 5. Apr. 2010                          | Alex Graves         | Paul Redford                                          |
| 96 | 8         | Die Finanzkrise                 | Shutdown                    | 19. Nov. 2003        | 5. Apr. 2010                          | Christopher Misiano | Mark Goffman                                          |
| 97 | 9         | Abu El Banat                    | Abu El Banat                | 3. Dez. 2003         | 12. Apr. 2010                         | Lesli Linka Glatter | Debora Cahn                                           |
| 98 | 10        | Lincolns Erben                  | The Stormy Present          | 7. Jan. 2004         | 12. Apr. 2010                         | Alex Graves         | John Sacret Young H: John Sacret Young, Josh Singer   |
| 99 | 11        | Zur Lage der Nation             | The Benign Prerogative      | 14. Jan. 2004        | 19. Apr. 2010                         | Christopher Misiano | Carol Flint                                           |
| 100 | 12        | Tobys Plan                      | Slow News Day               | 4. Feb. 2004         | 19. Apr. 2010                         | Julie Hébert        | Eli Attie                                             |
| 101 | 13        | Atmosphärische Störungen        | The Warfare of Genghis Khan | 11. Feb. 2004        | 26. Apr. 2010                         | Bill D’Elia         | Peter Noah                                            |
| 102 | 14        | Alte Kameraden                  | An Khe                      | 18. Feb. 2004        | 26. Apr. 2010                         | Alex Graves         | John Wells                                            |
| 103 | 15        | Mit offenen Karten              | Full Disclosure             | 25. Feb. 2004        | 3. Mai 2010                           | Lesli Linka Glatter | Lawrence O’Donnell                                    |
| 104 | 16        | Die Frauen des Präsidenten      | Eppur Si Muove              | 3. März 2004         | 3. Mai 2010                           | Llewellyn Wells     | Alexa Junge                                           |
| Das Büro des Kongressabgeordneten Bentley befragt den Forscher Louis Foy, warum sich seine Forschung mit Humanen Papillomaviren bei Prostituierten in Puerto Rico beschäftigt und hinterfragt im gleichen Zug seine Motive. Präsidententochter Ellie Bartlet, die im Labor von Foy arbeitet, kontaktiert daraufhin das Weiße Haus. Am nächsten Morgen kündigt Toby an, dass er Foys Forschungszuschüsse genau aufschlüsseln wird. Josh empfängt derweil seinen früheren Studienfreund Eric Hayden, dessen Berufung an ein Bundesgericht seit einem Jahr von den Republikanern blockiert wird und verspricht ihm, sich für ihn einzusetzen. C.J. schlägt der First Lady unterdessen einen Filmdreh mit den Figuren der Sesamstraße vor, um ihre öffentliche Wirkung aufzupolieren. C.J. und Toby verfolgen einen Auftritt der Abgeordneten Leyton und Bentley, die eine Liste von geförderten Forschungsprojekten verlesen, wozu auch die Forschungsarbeit von Ellie Bartlet zählt. |           |                                 |                             |                      |                                       |                     |                                                       |
| 105 | 17        | Die Hüter des Rechts            | The Supremes                | 24. März 2004        | 10. Mai 2010                          | Jessica Yu          | Debora Cahn                                           |
| 106 | 18        | Ein Tag im Leben der C.J. Cregg | Access                      | 31. März 2004        | 10. Mai 2010                          | Alex Graves         | Lauren Schmidt                                        |
| 107 | 19        | Schöpferische Zerstörung        | Talking Points              | 21. Apr. 2004        | 17. Mai 2010                          | Richard Schiff      | Eli Attie                                             |
| 108 | 20        | Isolation                       | No Exit                     | 28. Apr. 2004        | 17. Mai 2010                          | Julie Hébert        | Carol Flint, Debora Cahn H: Carol Flint, Mark Goffman |
| 109 | 21        | Gaza                            | Gaza                        | 12. Mai 2004         | 24. Mai 2010                          | Christopher Misiano | Peter Noah                                            |
| 110 | 22        | Helden                          | Memorial Day                | 19. Mai 2004         | 24. Mai 2010                          | Christopher Misiano | John Sacret Young, Josh Singer                        |

## Auszeichnungen
Die fünfte Staffel wurde bei der Emmy-Verleihung 2004 insgesamt 7-mal nominiert. In der Kategorie Beste Hauptdarstellerin in einer Dramaserie konnte Allison Janney für ihre Leistung in der Episode Ein Tag im Leben der C.J. Cregg den Preis gewinnen.
Für die Episode Die Hüter des Rechts gewann Drehbuchautorin Debora Cahn einen Writers Guild of America Award.